# Лановецкий городской совет
Лановецкий городской совет (укр. Лановецька міська рада) — входит в состав
Лановецкого района
Тернопольской области
Украины.
Административный центр городского совета находится в 
г. Лановцы.

## Населённые пункты совета
- г. Лановцы
- с. Волица
- с. Малые Кусковцы
- с. Оришковцы